# Eudendrium simplex
Eudendrium simplex är en nässeldjursart som beskrevs av Pieper 1884    . Eudendrium simplex ingår i släktet Eudendrium och familjen Eudendriidae. Inga underarter finns listade i Catalogue of Life.